# ورنر هازه
ورنر هازه (آلمانی: Werner Haase؛ زاده ۲ اوت ۱۹۰۰ در کوتن درگذشته ۳۰ نوامبر ۱۹۵۰) یک پزشک اهل آلمان و از پزشکان شخصی آدولف هیتلر بود.